# Петер Жуль
Пе́тер Жуль (нім. Peter Žulj, нар. 9 червня 1993, Вельс) — австрійський футболіст, півзахисник китайського клубу «Чанчунь Ятай».

## Клубна кар'єра
Народився 9 червня 1993 року в місті Вельс. Вихованець футбольної школи клубу «Рапід» (Відень). 2010 року дебютував у дорослому футболі іграми за другу команду «Рапіда». Не пробившись до його основної команди, протягом 2011—2012 років захищав на умовах оренди кольори «Гредіга», а протягом 2013—2014 років — «Гартберга».
2014 року його новою командою став «Вольфсберг», у складі якого він дебютував в австрійській Бундеслізі. За рік перейшов до клубу «Адміра-Ваккер», а ще за рік, у 2016, уклав контракт з «Рідом».
З літа 2017 року півтора сезону захищав кольори грацького «Штурма», за який у 50 матчах чемпіонату 13 разів відзначався забитими голами. У розіграші 2017/18 допоміг команді завоювати Кубок Австрії.
На початку 2019 року результативного півзахисника запросив до себе бельгійський «Андерлехт».

## Виступи за збірні
2009 року дебютував у складі юнацької збірної Австрії (U-17), загалом на юнацькому рівні взяв участь у 4 іграх.
2014 року провів одну гру у складі молодіжної збірної Австрії.
2018 року дебютував в офіційних матчах у складі національної збірної Австрії.
| Дата       | Місто      | Господарі            | Результат | Гості                | Турнір                               | Голи | Примітки |
| ---------- | ---------- | -------------------- | --------- | -------------------- | ------------------------------------ | ---- | -------- |
| 27-3-2018  | Люксембург | Люксембург           | 0 – 4     | Австрія              | товариський матч                     | -    | 81'      |
| 30-5-2018  | Інсбрук    | Австрія              | 1 – 0     | Росія                | товариський матч                     | -    | 80'      |
| 2-6-2018   | Клагенфурт | Австрія              | 2 – 1     | Німеччина            | товариський матч                     | -    | 88'      |
| 10-6-2018  | Відень     | Австрія              | 0 – 3     | Бразилія             | товариський матч                     | -    | 65'      |
| 6-9-2018   | Прага      | Австрія              | 2 – 0     | Швеція               | товариський матч                     | -    |          |
| 11-9-2018  | Зениця     | Боснія і Герцеговина | 1 – 0     | Австрія              | Ліга націй УЄФА 2018—2019 - 1-й етап | -    |          |
| 12-10-2018 | Відень     | Австрія              | 1 – 0     | Північна Ірландія    | Ліга націй УЄФА 2018—2019 - 1-й етап | -    |          |
| 15-11-2018 | Відень     | Австрія              | 0 – 0     | Боснія і Герцеговина | Ліга націй УЄФА 2018—2019 - 1-й етап | -    | 39' 82'  |
| 18-11-2018 | Белфаст    | Північна Ірландія    | 1 – 2     | Австрія              | Ліга націй УЄФА 2018—2019 - 1-й етап | -    | 46'      |
| 24-3-2019  | Хайфа      | Ізраїль              | 4 – 2     | Австрія              | Відбір до ЧЄ 2020                    | -    | 58' 85'  |
| 11-11-2020 | Люксембург | Люксембург           | 0 – 3     | Австрія              | товариський матч                     | -    | 31'      |
| Усього     |            | Матчів               | 11        |                      | Голів                                | 0    |          |

## Титули і досягнення
- Володар Кубка Австрії (1):

«Штурм» (Грац): 2017-18
- Чемпіон Таїланду (1):

«Бурірам Юнайтед»: 2024-25
- Володар Кубка Таїланду (1):

«Бурірам Юнайтед»: 2024-25
- Володар Кубка тайської ліги (1):

«Бурірам Юнайтед»: 2024-25
- Переможець Клубного чемпіонату АСЕАН (1):

«Бурірам Юнайтед»: 2024-25